# Allenc
 Allenc  es una población y comuna francesa, en la región de Languedoc-Rosellón, departamento de Lozère, en el distrito de Mende y cantón de Le Bleymard.

## Demografía
| 1 415 | 1 549 | 1 556 | 1 382 | 1 699 | 1 706 | 1 652 | 1 540 | 778 | 786 | 825 | 783 | 780 | 756 | 803 | 751 | 1 017 | 759 | 763 | 699 | 581 | 564 | 561 | 491 | 514 | 398 | 353 | 291 | 237 | 209 | 176 | 189 |
| Para los censos de 1962 a 1999 la población legal corresponde a la población sin duplicidades (Fuente: INSEE [Consultar]) |       |       |       |       |       |       |       |     |     |     |     |     |     |     |     |       |     |     |     |     |     |     |     |     |     |     |     |     |     |     |     |